# Zapadni vilenjak
Zapadni vilenjak ili Plavi hitri konjic (lat. Orthetrum coerulescens) je vrsta vilinskog konjica koji spada u porodicu Libellulidae.

## Opis
Orthetrum coerulescens je jedan od manjih pripadnika ovog roda. Može dostići dužinu od 45 mm, a dužina zadnjeg krila od 28-33 mm. Osnovne karakteristike su male proporcije tela, velika žuta pterostigma (duga oko 4 mm) i plavičasti pokrov na abdomenu mužjaka. Na prostoru Evrope mužjak O. coerulescens se lako može razlikovati od svih ostalih pripadnika porodice Libellulidae po plavom pokrovu koji se javlja samo na abdomenu (minimalno na toraksu) dok je frons smeđ. Toraks je uniformne boje, međutim dve svetle pruge na gornjem delu toraksa su česte. Na abdomenu ženke uočava se tanka crna linija i crne "crtice" koje je presecaju na svim segmentima. Abdomen je žut do smeđ ali na kraju reproduktivnog perioda može da porpimi plavičastu boju. Rspl region prednjeg krila sadrži samo jedan niz ćelija.
Ovu vrstu uglavnom viđamo kako patrolira rečnim tokom ili se odmara na priobalnim biljkama, retko na kamenju ili pesku uz obalu.
- Adultni mužjak
- Adultna ženka
- Androhromna ženka

## Rasprostranjenje i stanište
Orthetrum coerulescens je česta vrsta u centralnoj i južnoj Evropi, a javlja se i na graničnim delovima sa Rusijom i Severnom Afrikom.
Ova vrsta je prisutna u sledećim državama: Avganistana; Albanija; Alžir; Jermenija; Austrija; Azerbejdžan; Bosna i Hercegovina; Bugarska; Hrvatska; Kipar; Češka; Danska; Finska; Francuska; Gruzija; Grčka; Mađarska; Iran, Islamska Republika; Irak; Irska; Italija; Liban; Lihtenštajn; Litvanija; Luksemburg; Makedonija; Crna Gora; Maroko; Nizozemska; Norveška; Poljska; Portugal; Rumunija; Ruska Federacija; Srbija; Slovačka; Slovenija; Španija; Švedska; Švajcarska; Sirijska Arapska Republika; Tunis; Turska; Ukrajina; Velika Britanija.
Naseljava relativno plitke, osunčane, male tekuće vode - potoke i kanale. U močvarnim predelima na severu areala javlja se kraj manjih potoka.

## Biologija i ponašanje
Sezona leta je od aprila do novembra, međutim najaktivniji su od juna do avgusta. Leti u prekidima i sleće često. Kada miruje krila su usmerena ka napred. Najčešće se razmnožavaju u močvarnim predelima. Parenje traje oko 2 minute, najčešće na zemlji. Ženke polažu jaja na površinu vode, dodirujući je abdomenom. Larve se mogu razvijati u tekućim i stajaćim vodama. Period razvića larvi je procenjen na dve godine. 

## Životni ciklus
Nakon parenja koje se odvija u letu, mužjak i ženka se odvajaju i ženka sama polaže jaja dodirujući vodu krajem trbuh. Za to vreme mužjak leti u njenoj blizini. Lareve se razvijaju dve godine, žive i love sakrivene u vodenu vegetaciju, nakon čega se izležu odrasle jedinke. Egzuvije ostavljaju na obalnim biljkama.